# Jackson (Minnesota)
Jackson is een plaats (city) in de Amerikaanse staat Minnesota, en valt bestuurlijk gezien onder Jackson County.

## Demografie
Bij de volkstelling in 2000 werd het aantal inwoners vastgesteld op 3501.
In 2006 is het aantal inwoners door het United States Census Bureau geschat op 3436, een daling van 65 (-1.9%).

## Geografie
Volgens het United States Census Bureau beslaat de plaats een oppervlakte van
10,3 km², waarvan 9,8 km² land en 0,5 km² water. Jackson ligt op ongeveer 423 m boven zeeniveau.

## Plaatsen in de nabije omgeving
De onderstaande figuur toont nabijgelegen plaatsen in een straal van 24 km rond Jackson.